# Avatha delunaris
Avatha delunaris är en fjärilsart som beskrevs av Embrik Strand 1917. Avatha delunaris ingår i släktet Avatha och familjen nattflyn. Inga underarter finns listade i Catalogue of Life.